# 坦西爾 (伊利諾伊州)
坦西爾（英語：Tansill）是位於美國伊利諾伊州波普縣的一個非建制地區。該地的面積和人口皆未知。

## 地理
坦西爾的座標為37°18′22″N 88°32′16″W / 37.30611°N 88.53778°W，而該地的平均海拔高度為104米（即341英尺）。